# لیا الیاوا
لیا الیاوا (گرجی: ლია ელიავა؛ ۲۸ مهٔ ۱۹۳۴ – ۸ اکتبر ۱۹۹۸) بازیگر گرجستانی بود و به عنوان هنرمند ملی گرجستان شناخته شد. او در سال ۱۹۸۰ در فیلم علمی تخیلی شوروی The Orion Loop ظاهر شد.

## زندگی شخصی
او همسر اوتار کوبریدزه بود.

## گزیده فیلم‌شناسی
- کوه‌های آبی (فیلم ۱۹۸۳)